# Shorea maxima
Shorea maxima är en tvåhjärtbladig växtart som först beskrevs av George King, och fick sitt nu gällande namn av Symington. Shorea maxima ingår i släktet Shorea och familjen Dipterocarpaceae. Inga underarter finns listade i Catalogue of Life.